# Helidrom
Helidrom je određena površina na tlu ili objektu (na palubi broda, platformi, zgradi, i dr.) namijenjena u potpunosti ili djelomično za dolazak, odlazak i površinsko kretanje helikoptera.